# 里夏德·克雷布斯
里夏德·克雷布斯（德語：Richard Krebs，1906年7月30日—1996年6月29日），德国男子田径运动员。他曾代表德国参加1928年夏季奥林匹克运动会田径比赛，获得男子4×400米接力银牌。